# Ковавлинские источники
Ковавлинские источники — минеральные источники на полуострове Камчатка.
Расположены источники в долине реки Кававля в нижнем её течении, состоят из двух групп. Южная группа источников состоит из 6 родников, в каждом из которых находится от 1 до 5 грифонов с температурой воды 5 °C. Вода, выходящая на поверхность минеральных источников, чистая, слабокислая, с железистым привкусом.
Ковавлинские минеральные источники являются памятником природы, которые находится на территории Быстринского природного парка, внесённого в 1996 году в список Всемирного природного и культурного наследия ЮНЕСКО в номинации «Вулканы Камчатки». Северная группа Ковавлинских источников, расположенная в 500 м к северу от южной группы, не входит в состав памятника природы.